# Halonium

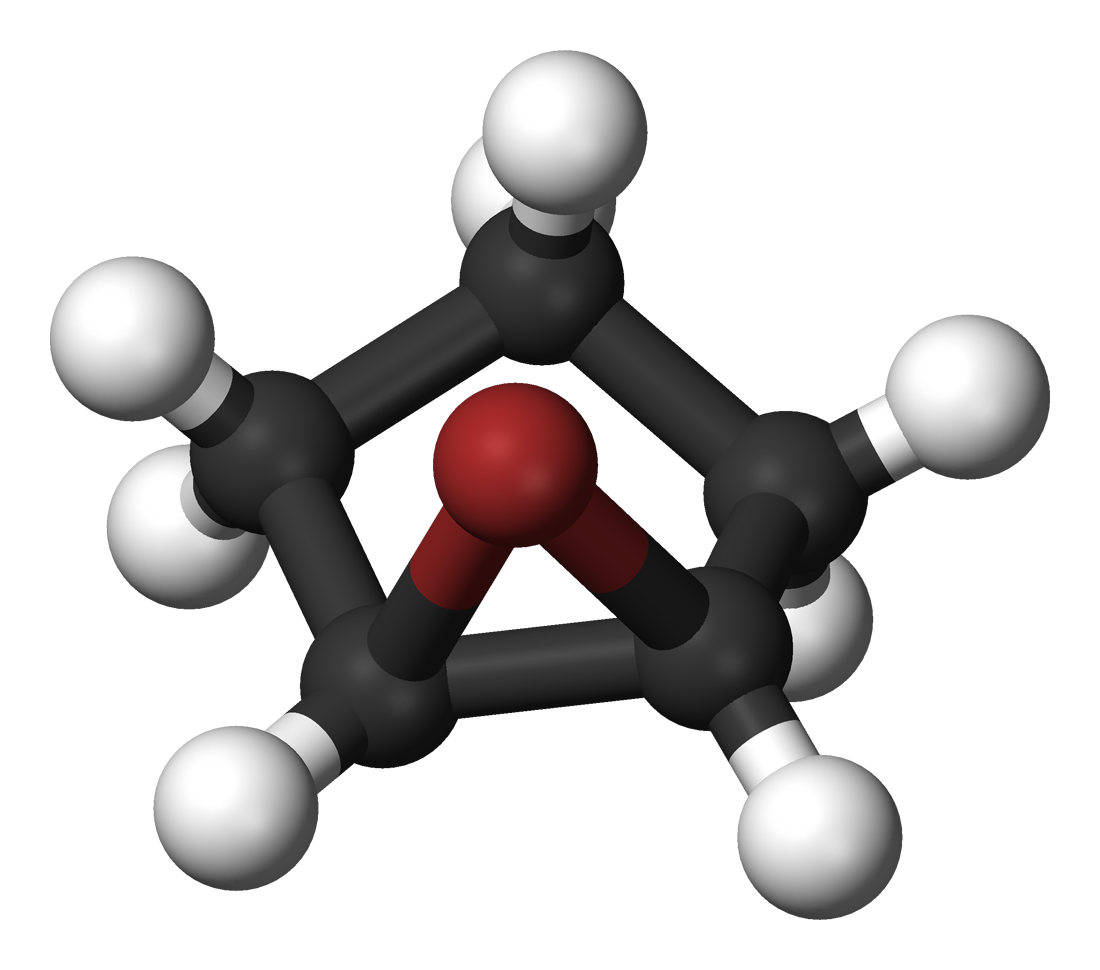
Model bromoniového iontu odvozeného od cyklopentenu

Halonium, též haloniový ion, je jakýkoliv ion, jehož součástí je atom halogenu s kladným nábojem. Obecný vzorec je R–X+–R, kde X je libovolný halogen a R je libovolná organická funkční skupina (může mít uzavřený i otevřený řetězec). Haloniové ionty odvozené postupně od fluoru, chloru, bromu a jodu se nazývají fluoronium, chloronium, bromonium a jodonium.

## Struktura
Nejjednodušší haloniové ionty mají strukturní vzorec H–X+–H (X = F, Cl, Br, I); složitější často mají tříatomovou cyklickou strukturu podobnou epoxidům, která vzniká formální adicí halogeniového iontu X+ na dvojnou vazbu mezi uhlíky (C=C) v molekule alkenu.

## Reaktivita
Haloniové ionty jsou většinou jen krátce existujícími meziprodukty reakcí; díky tříčlennému cyklu a kladně nabitému atomu halogenu jsou značně reaktivní; kladný náboj jim dává silně elektrofilní vlastnosti. Téměř vždy jsou krátkou dobu po svém vzniku atakovány nukleofilem. I slabé nukleofily, jako je například voda, reagují s haloniovými ionty, čehož lze mimo jiné využít k přípravě halogenhydrinů.
Příležitostně se může halonium přesmykem změnit na karbokation; k této přeměně většinou dochází pouze tehdy, když je karbokation allylového nebo benzylového typu.

## Historie
Možnost existence haloniových kationtů poprvé naznačili Irving Roberts a George Elbert Kimball roku 1937 jako vysvětlení pozorované diastereoselektivity halogenových adičních reakcí u alkenů.Předpokládali, že úvodním reakčním meziproduktem při bromaci je −X–C–C+ a že rotací kolem jednoduché vazby by došlo ke vzniku vyrovnaných množství cis- a transizomerů, k čemuž zde nedocházelo. Také tvrdili, že kladně nabitý atom halogenu má elektronovou konfiguraci shodnou s kyslíkem a tak mají uhlík a brom srovnatelné ionizační potenciály.
V roce 1970 připravil a izoloval George Andrew Olah haloniové soli přidáním methylhalogenidů, jako například brommethanu a chlormethanu v oxidu siřičitém při −78 °C ke komplexu fluoridu antimoničného a tetrafluormethanu, rovněž přítomných v prostředí oxidu siřičitého. Po odpaření SO2 se vytvořily krystaly CH3–X+–CH3SbF -
6 , které byly při pokojové teplotě stabilní, avšak při styku se vzdušnou vlhkostí se rozkládaly. V roce 2018 byl popsán fluoroniový ion v roztoku (v oxidu siřičitém nebo sulfurylchloridfluoridu) za nízké teploty..
Byla popsána struktura cyklických a acyklických chloroniových, bromoniových a jodoniových iontů, například adamantylidenadamantanbromonia.
|                   |                |
| strukturní vzorec | model molekuly |

Sloučeniny s trojvaznými a čtyřvaznými haloniovými kationty neexistují, ovšem u některých z nich byla předpovězena stabilita pomocí metod výpočetní chemie.